# Переморівка
Перемо́рівка — село в Україні, у Шумській міській громаді Кременецького району Тернопільської області. Розташоване на річці Кутянка, на північному сході району.
Населення — 133 осіб (2016).

## Назва
До XVII століття село називалося Переморів. Назва змінилася під впливом тенденції зміни посевних власних назв на -ів..

## Історія
Перша писемна згадка — 1545 року. Останніми власниками села були Могильницькі. На кінець ХІХ ст. в селі було 25 дворів, 162 жителі, столярня, цегельня та гуральня.
На 1936 рік село входило до ґміни Шумськ Кременецького повіту.
Від вересня 1939 року село було під радянською владою. Від початку 1941 року до кінця лютого 1944 року Переморівка під нацистською окупацією. Мешканці села брали участь у національно-визвольній боротьбі ОУН і УПА.
12 червня 2020 року, відповідно до розпорядження Кабінету Міністрів України № 724-р «Про визначення адміністративних центрів та затвердження територій територіальних громад Тернопільської області» село увійшло до складу Шумської міської громади.
19 липня 2020 року, в результаті адміністративно-територіальної реформи та ліквідації Шумського району, село увійшло до складу Кременецького району.

## Географія
Село є найпівнічнішим населеним пунктом Тернопільської області.

## Населення

### Мова
Розподіл населення за рідною мовою за даними перепису 2001 року:
| Мова            | Кількість | Відсоток |
| --------------- | --------- | -------- |
| українська      | 209       | 97.66%   |
| вірменська      | 2         | 0.93%    |
| російська       | 2         | 0.93%    |
| інші/не вказали | 1         | 0.48%    |
| Усього          | 214       | 100%     |

## Пам'ятки

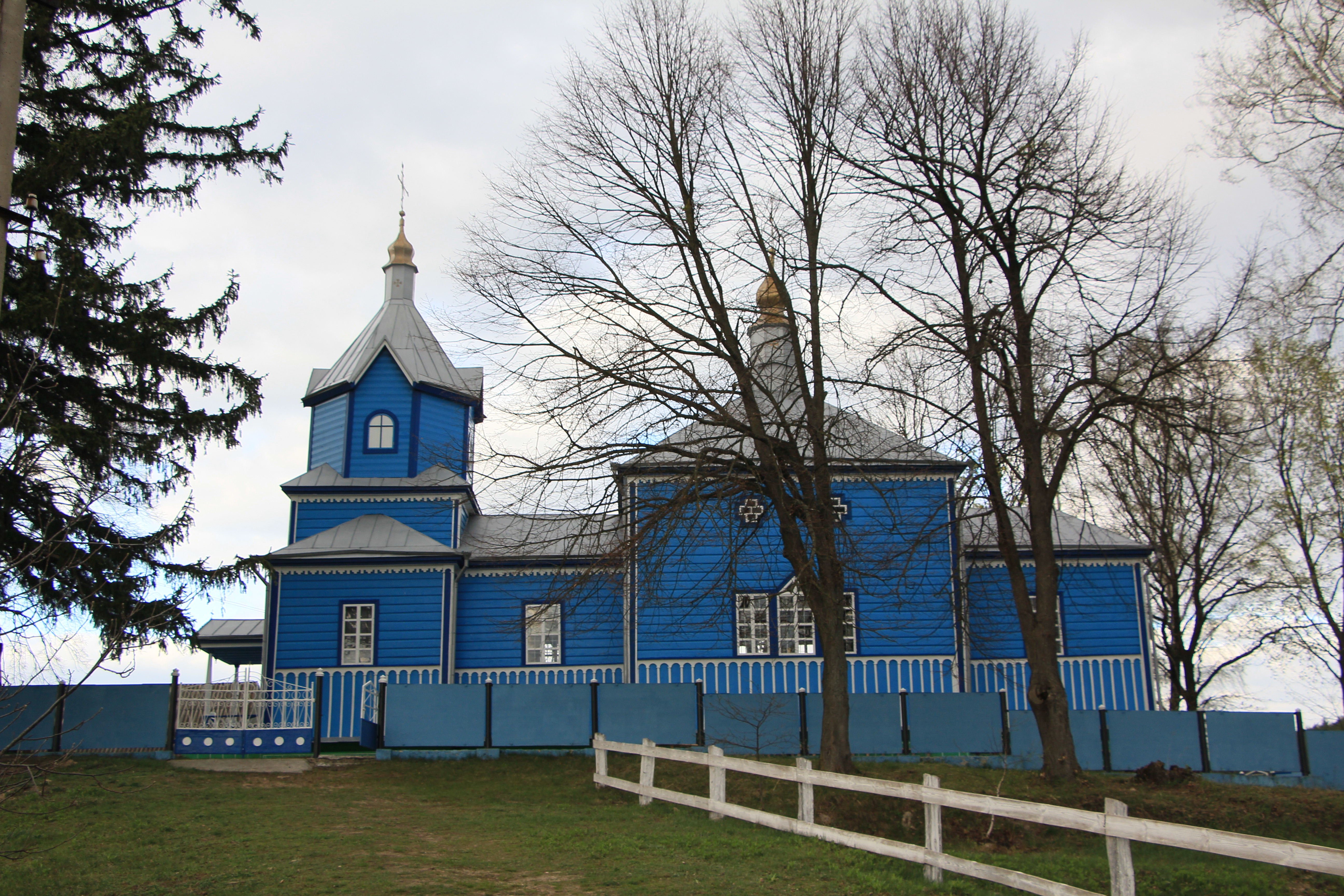
Дерев'яна церква

Є церква Покрови Пресвятої Богородиці (1753, дерев'яна, реконструйована 1947 року, у храмі зберігається чудотворна ікона Божої Матері (XVIII ст.).

## Охорона здоров'я
Діє фельдшерсько-акушерський пункт.

## Галерея

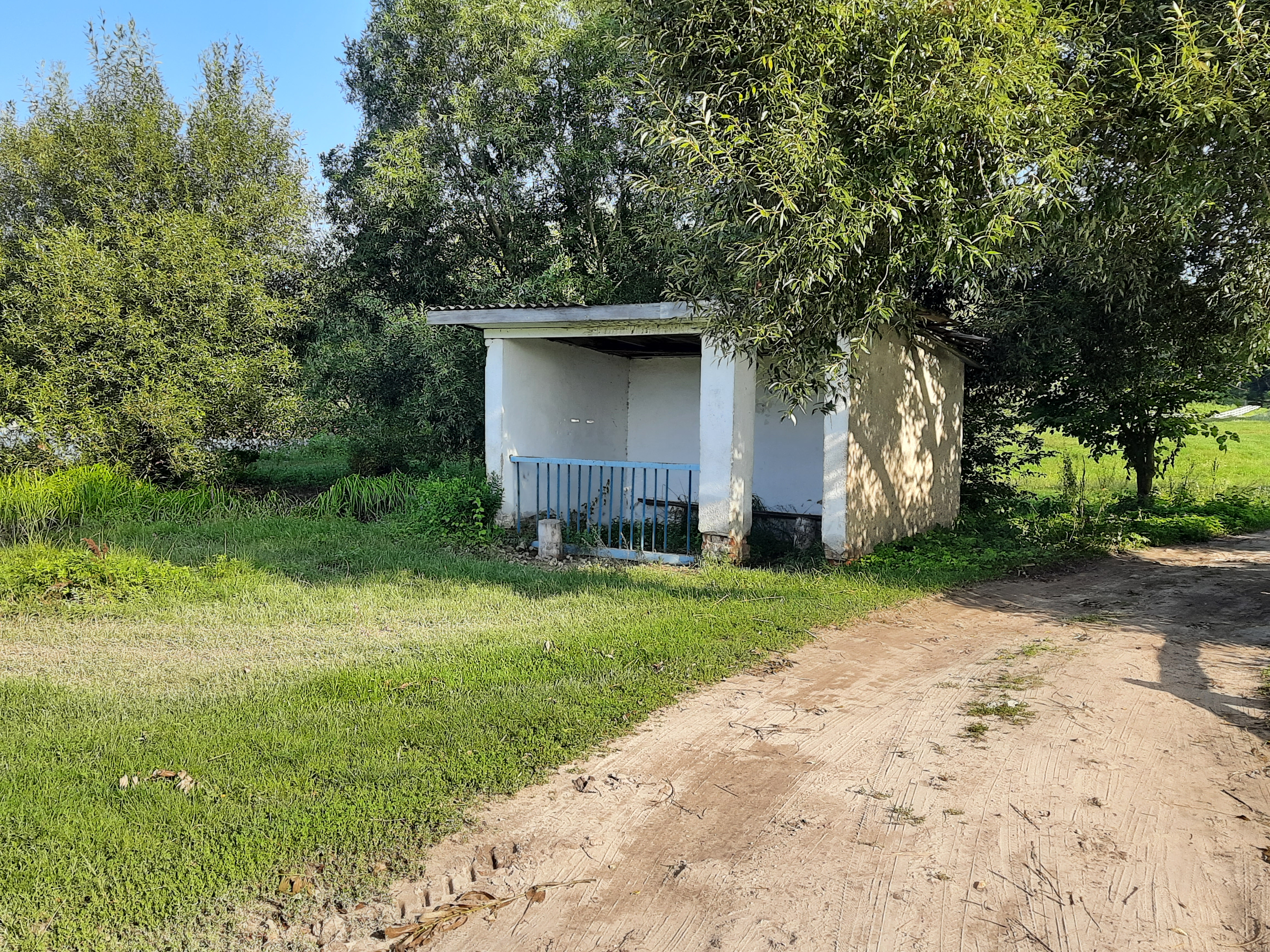
Автобусна зупинка
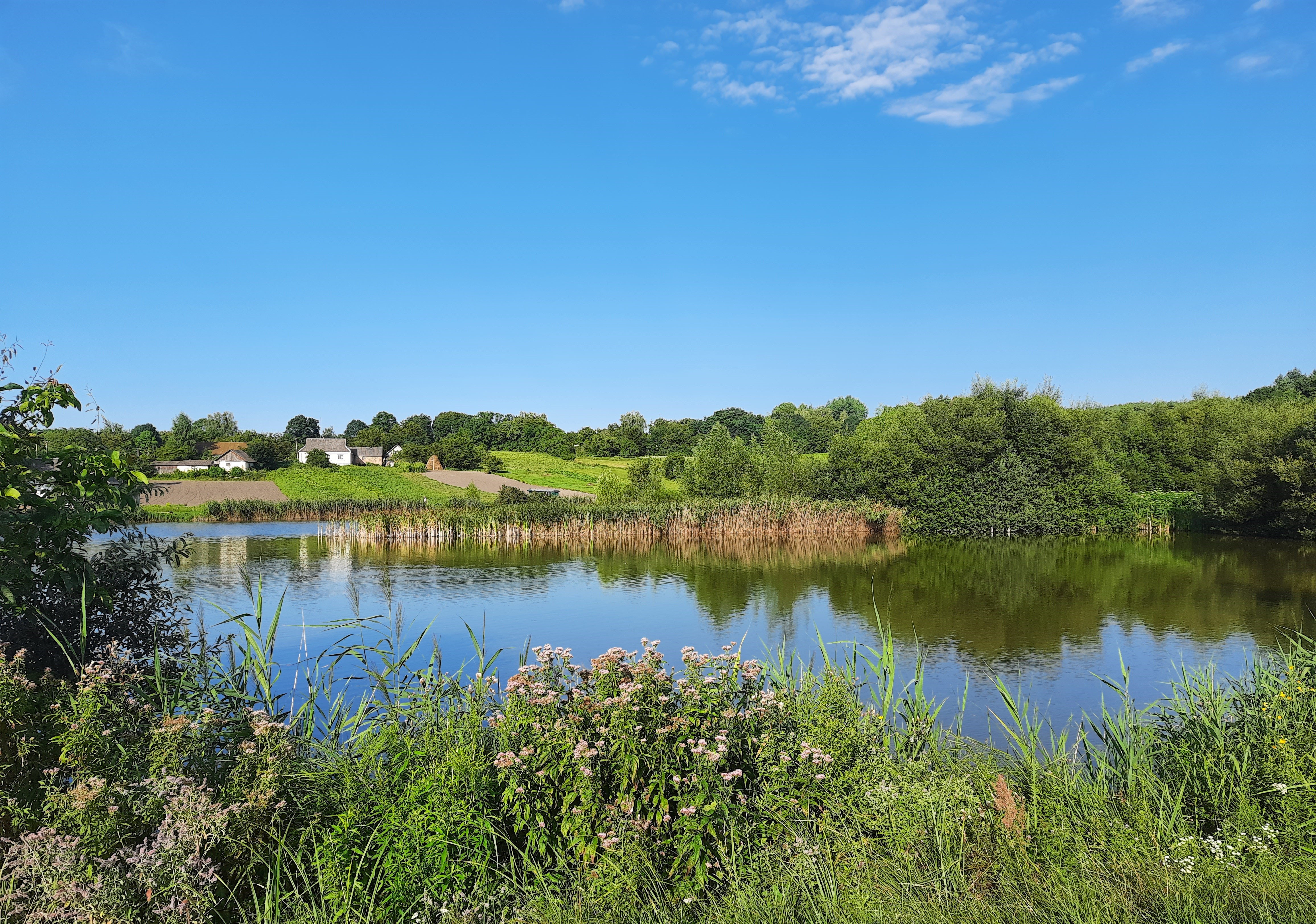
Сільський краєвид
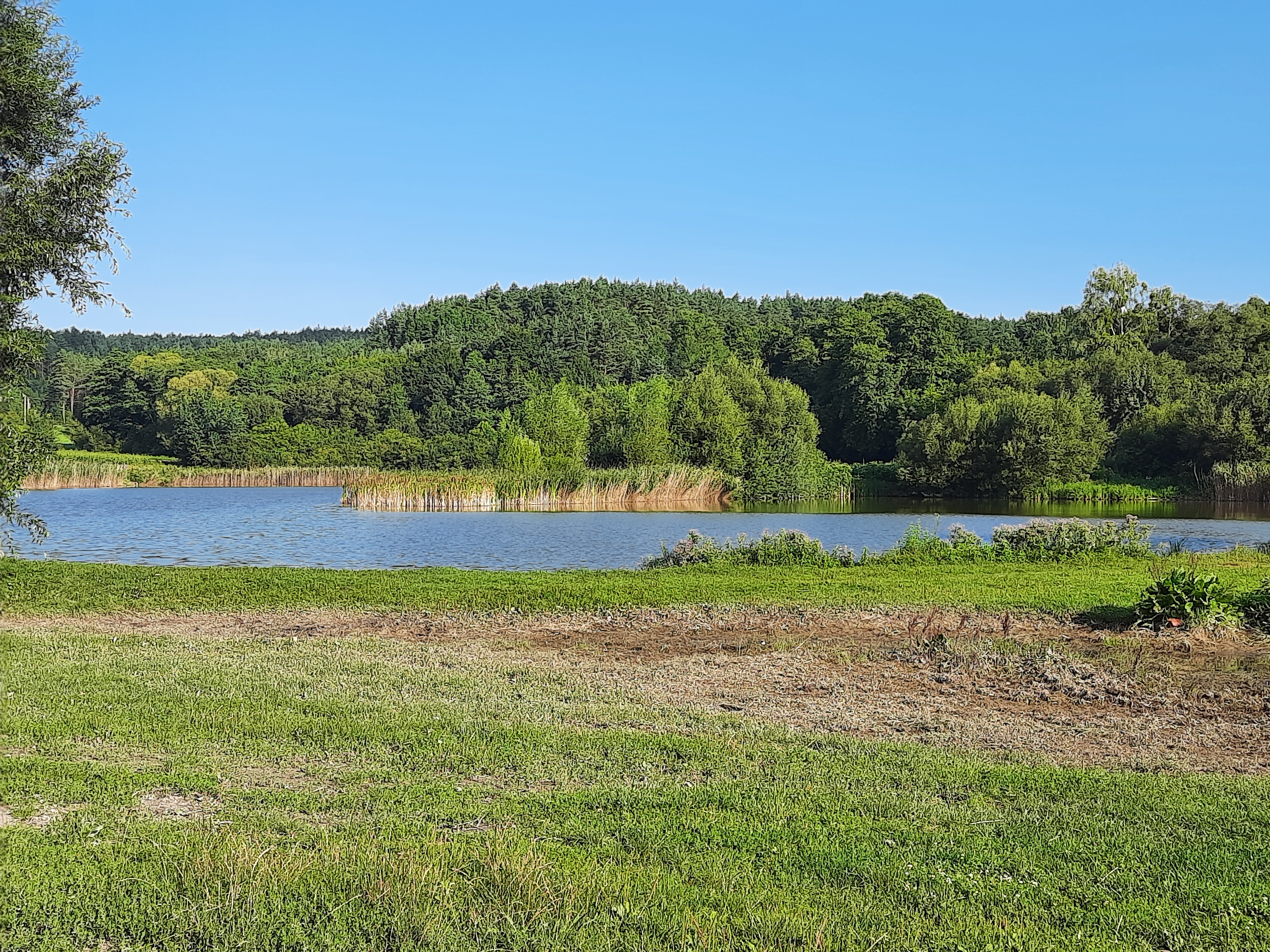
Ставок біля села